# Klaus-Dieter Jank
Pour les articles homonymes, voir Jank.
Klaus-Dieter Jank, né le 23 novembre 1952 à Waiblingen, est un footballeur allemand.

## Biographie
Klaus Jank est demi-finaliste de la Coupe de l'UEFA en 1980 avec le VfB Stuttgart.
Il rejoint en 1983 le Laval entraîné alors par Michel Le Milinaire, alors en Division 1.  Il fait partie de l'équipe qui crée l'exploit en 1983 lors de la double confrontation en Coupe de l'UEFA avec la grande équipe du Dynamo de Kiev de Blokhine et Zavarov. Le match aller en URSS se solda par un flatteur score de 0-0, après que les courageux lavallois sortirent vainqueurs du match retour grâce à José Souto inscrivant l'unique but de la partie dans un stade Francis-Le-Basser archi-comble pour l'occasion.

## Palmarès
- 1977 : champion de 2. Bundesliga avec le VfB Stuttgart[1].
- 1981 : champion de 2. Bundesliga avec le Werder Brême.